# 녹색의 장원

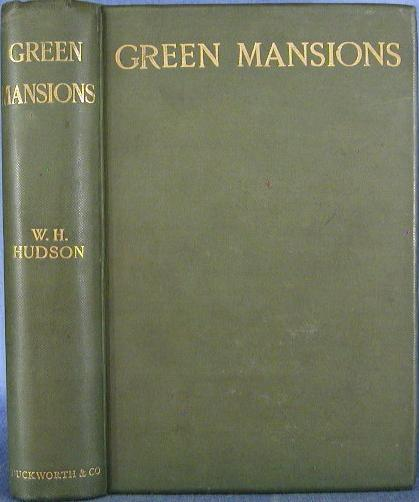

《녹색의 장원》은 영국의 생물학자이자 작가인 W. H. 허드슨이 쓴 소설이다.

## 영화화
본 소설을 영화화한 작품으로 오드리 헵번의 첫 번째 남편이었던 멜 페러가 감독을 했다. 오드리 헵번은 정치범으로 쫓기던 청년 아벨이 숲 속에서 만나는 신비로운 소녀 역을 맡아 열연했다. 유명 소설을 바탕으로 한 줄거리에 당대 최고의 스타인 오드리 헵번이 주인공이라는 점에서 많은 관심을 모았지만 멜 페러의 연출력은 기대에 미치지 못했고 흥행에도 참패했다. 이 영화는 헵번의 영화 중 유일하게 실패한 영화라는 오명을 써야 했으며, 배우로서 명성이 날로 높아가는 헵번과 감독으로서 자신감을 잃은 페러의 사이가 이때부터 조금씩 멀어지기 시작했다.